# Diecezja San Pedro
Diecezja San Pedro (łac. Dioecesis Sancti Petri Apostoli) – rzymskokatolicka diecezja w Paragwaju. Została erygowana 5 czerwca 1978.

## Ordynariusze
- Oscar Páez Garcete (1978 – 1993)
- Fernando Lugo SVD (1994 – 2005)
- Adalberto Martínez (2007 – 2012)
- Pierre Jubinville CSSp (od 2013)